# Forever Slave
Forever Slave var ett gothic metal-band, startat år 2000 i Valencia (Spanien), av sångerskan Lady Angellyca och gitarristen Sergio Valath. Under sin karriär har bandet släppt tre demoskivor: Hate (2000), Schwarzer Ángel (2001) och Resurrection (2003). Bandet har även släppt två studioalbum och deltagit i viktiga festivaler som: Wacken Open Air (Tyskland), Metal Female Voices Fest (Belgien) och Rock Stars Festival (Spanien) bland många fler. Efter deras andra studioalbum, gjorde bandet en europaturne, tillsammans med amerikanerna Kamelot och grekiska bandet Firewind.
Sedan 2015 har bandet inte visat tecken på fortsatt aktivitet, varken på officiella hemsidan, sociala medier eller Lady Angellyca's personliga hemsida. Vilket tyder på att bandet numera är splittrat.

## Medlemmar
Senaste medlemmar
- Lady Angellyca (Flor Uceda) – sång (2000–?), keyboard, programmering (2010–?)
- Servalath (Sergio Valath) – gitarr (2000–?), basgitarr, synthesizer, programmering (2010–?)
- Azrhael – basgitarr (2011–?)
- Sento – trummor (2011–?)

Tidigare medlemmar
- Michael Ross – basgitarr (2000–2007)
- Edward Vert – trummor, sång (2000–2009)
- Oswalth – gitarr (2000–2009)
- Leal – keyboard, sång (2000–2009)
- Ignacio – violin (2000–2007)

## Diskografi
Demo
- Hate (2000)
- Schwarzer Engel (2001)
- Resurrection (2003)

Studioalbum
- Alice’s Inferno (2005)
- Tales for Bad Girls (2008)